# 解散警隊，刻不容緩
解散警隊，刻不容緩（英語：Disband the Police Force! No more delay!）或「重組警隊，刻不容緩」，是自反對逃犯條例修訂草案運動開始香港的一個社會運動和示威者抗爭的政治口號，代表強烈不滿香港警隊對示威抗爭的處理手法，亦包括要求重組警隊和撤換警隊領導層。

## 使用歷史
在2019年10月5日，香港政府引用緊急法制定禁蒙面法後，激發大批市民在未有不反對通知書下到銅鑼灣至中環戴口罩「蒙面」抗議，更改叫「解散警隊、刻不容緩」及「香港人反抗」等口號。
在後來的集會後，也不時有示威者高叫「解散警隊，刻不容緩」
一些示威者也認為「解散警隊」或「重組警隊」為第六大訴求。

## 民間反應
2019年10月的民調顯示，七成受訪的香港市民認為必須要大規模重組及整頓香港警隊，而五成受訪者認為他們對香港警察的信任程度是零分。
11月24日的區議會選舉中，投票率創下歷史性新高的71.23%，民主派大獲全勝，在全港18區中獲得了17區的多數議席。評論普遍認為這反映了香港市民對政府的不滿以及改革警隊的呼聲。

### 區議會議案
2020年4月16日，油尖旺區議會通過重組警隊議案。油尖旺民政事務專員余健強以此為全港性議案為由離場，有區議員批評過去區議會亦多次討論全港性議案，但余健強唯獨認為重組警隊不可討論，余健強聞言依然拒絕回到會議室內。

## 警隊重組具體措施
對於具體如何有效率地解散及重組警隊，香港輿論曾作出了不少建議。從法律框架、公開《警察通例》全部內容、對警員的人權培訓，以至到監警局的成立、解散過盛警力及限制其配置武器，皆在討論及建議之列。

## 外國例子

### 烏克蘭
烏克蘭於2013年至2014年間爆發獨立廣場革命，烏克蘭警察被指濫暴。後來舊政府被推翻，防暴警察集體下跪請求人民原諒。新政府成立烏克蘭國家警察並解散舊有的烏克蘭民警，長遠將會大規模裁減警隊。現有的舊制度警察若果想留任警察一職加入新警隊，必須重新經過公民社會組織代表的審查及批准。
2020年5月26日，烏克蘭國家調查局宣佈解散位於首都基輔以南約80公里的卡哈爾雷克警隊，因為日前在警局內有警察性侵女證人和圍毆男子。

### 北愛爾蘭
北愛爾蘭的警察於1998年被北愛爾蘭治安獨立委員會主席彭定康大力整頓，他在《新開始：北愛爾蘭的治安》中提出了175項改革建議，包括將警隊管理獨立於行政部門﹑以及大規模削減警隊編制等等，北愛爾蘭人對警隊的信任由1998年接近谷底反彈至2019年的81％。

### 美國
美國存在著主張廢除警隊的政治運動，其提倡者主張以其他公共安全體系取代既存的警隊。廢警主義者有別於警隊改革派，其深信警務體系存在固有缺陷，無法透過改革根除。2020年明尼蘇達州明尼阿波利斯市警局執法過當引發喬治·佛洛伊德之死並燃起全美示威活動後，明尼阿波利斯市議會產生了解散該市警局的構思。

## 清算警隊
除了解散警隊外，政治清算警隊也是香港民間一個呼聲甚高的訴求，意即要警隊為自己所犯下的每一件罪行皆付上應有的代價，每一筆也算清楚。另一種比較溫柔的呼聲則是成立獨立調查委員會，對警員給予適當的處分，但仍被警方所反對。

## 外部連結
- 關鍵評論：解散警隊，從何入手？——認真思考「第六訴求」的含義（页面存档备份，存于）
- 立場新聞—梁啟智：如何重建一隊警察（页面存档备份，存于）
- 《香港警隊的法定權力及監管調查報告書：第LG2019/002號》（页面存档备份，存于）
- 眾新聞：【《華盛頓郵報》調查報道】檢視65宗香港警暴個案　國際警務專家指七成武力使用違反警察通例（页面存档备份，存于）